# Frederico Duarte
Frederico Fonseca Pires de Almeida Duarte (ur. 30 marca 1999 w Lizbonie) – portugalski piłkarz grający na pozycji lewoskrzydłowego w polskim klubie Wisła Kraków. Wychowanek Sportingu CP. Karierę seniorską rozpoczął w klubie SG Sacavenense, gdzie jednak nie zdołał zadebiutować w lidze. Następnie grał w UD Vilafranquense oraz Panetolikosie.